# 15.ª etapa do Giro d'Italia de 2018
A 15.ª etapa do Giro d'Italia de 2018 decorreu em 20 de maio de 2018 entre Tolmezzo e Sappada sobre um percurso de 176 km e foi vencida pelo ciclista britânico Simon Yates da equipe Mitchelton-Scott, quem completou a sua terceira vitória no Giro e acumulou 2 min e 11 s de vantagem sobre Tom Dumoulin antes da última jornada de descanso e em vésperas do contrarrelógio chave de 34.2 km entre Trento e Rovereto.

## Classificação da etapa
| \| Classificação por etapas \| Classificação por etapas \| Classificação por etapas \| Classificação por etapas \| Classificação por etapas \| \| Ciclista \| Ciclista \| Equipe \| Tempo \| \| \| ------------------------ \| ------------------------ \| ------------------------ \| ------------------------ \| ------------------------ \| \| 1. \| Simon Yates \| Mitchelton-Scott \| 4h37m56s \| \| \| 2. \| Miguel Ángel López \| Astana \| + 41s \| \| \| 3. \| Tom Dumoulin \| Team Sunweb \| + 41s \| \| \| 4. \| Domenico Pozzovivo \| Bahrain-Merida \| + 41s \| \| \| 5. \| Richard Carapaz \| Movistar Team \| + 41s \| \| \| 6. \| Thibaut Pinot \| Groupama-FDJ \| + 41s \| \| \| 7. \| Alexandre Geniez \| AG2R La Mondiale \| + 1m20s \| \| \| 8. \| Davide Formolo \| Bora-Hansgrohe \| + 1m20s \| \| \| 9. \| Pello Bilbao \| Astana \| + 1m20s \| \| \| 10. \| Sam Oomen \| Team Sunweb \| + 1m20s \| \| |                    |                  |          |
| |                    |                  |          |
| Fonte: ProCyclingStats |                    |                  |          |
| Classificação por etapas |                    |                  |          |
| Ciclista | Ciclista           | Equipe           | Tempo    |
| 1. | Simon Yates        | Mitchelton-Scott | 4h37m56s |
| 2. | Miguel Ángel López | Astana           | + 41s    |
| 3. | Tom Dumoulin       | Team Sunweb      | + 41s    |
| 4. | Domenico Pozzovivo | Bahrain-Merida   | + 41s    |
| 5. | Richard Carapaz    | Movistar Team    | + 41s    |
| 6. | Thibaut Pinot      | Groupama-FDJ     | + 41s    |
| 7. | Alexandre Geniez   | AG2R La Mondiale | + 1m20s  |
| 8. | Davide Formolo     | Bora-Hansgrohe   | + 1m20s  |
| 9. | Pello Bilbao       | Astana           | + 1m20s  |
| 10. | Sam Oomen          | Team Sunweb      | + 1m20s  |

## Classificações ao final da etapa

### Classificação geral(Maglia Rosa)
| \| Classificação geral \| Classificação geral \| Classificação geral \| Classificação geral \| Classificação geral \| \| Ciclista \| Ciclista \| Equipe \| Tempo \| \| \| ------------------- \| ------------------- \| ------------------- \| ------------------- \| ------------------- \| \| 1. \| Simon Yates \| Mitchelton-Scott \| 65h57m37s \| \| \| 2. \| Tom Dumoulin \| Team Sunweb \| + 2m11s \| \| \| 3. \| Domenico Pozzovivo \| Bahrain-Merida \| + 2m28s \| \| \| 4. \| Thibaut Pinot \| Groupama-FDJ \| + 2m37s \| \| \| 5. \| Miguel Ángel López \| Astana \| + 4m27s \| \| \| 6. \| Richard Carapaz \| Movistar Team \| + 4m47s \| \| \| 7. \| Chris Froome \| Team Sky \| + 4m52s \| \| \| 8. \| George Bennett \| LottoNL-Jumbo \| + 5m34s \| \| \| 9. \| Pello Bilbao \| Astana \| + 5m59s \| \| \| 10. \| Patrick Konrad \| Bora-Hansgrohe \| + 6m13s \| \| |                    |                  |           |
| |                    |                  |           |
| Fonte: ProCyclingStats |                    |                  |           |
| Classificação geral |                    |                  |           |
| Ciclista | Ciclista           | Equipe           | Tempo     |
| 1. | Simon Yates        | Mitchelton-Scott | 65h57m37s |
| 2. | Tom Dumoulin       | Team Sunweb      | + 2m11s   |
| 3. | Domenico Pozzovivo | Bahrain-Merida   | + 2m28s   |
| 4. | Thibaut Pinot      | Groupama-FDJ     | + 2m37s   |
| 5. | Miguel Ángel López | Astana           | + 4m27s   |
| 6. | Richard Carapaz    | Movistar Team    | + 4m47s   |
| 7. | Chris Froome       | Team Sky         | + 4m52s   |
| 8. | George Bennett     | LottoNL-Jumbo    | + 5m34s   |
| 9. | Pello Bilbao       | Astana           | + 5m59s   |
| 10. | Patrick Konrad     | Bora-Hansgrohe   | + 6m13s   |

### Classificação por pontos(Maglia Ciclamino)
| Classificação por pontos | Classificação por pontos | Classificação por pontos      | Classificação por pontos | Classificação por pontos |
| Ciclista                 | Ciclista                 | Equipe                        | Pontos                   |                          |
| ------------------------ | ------------------------ | ----------------------------- | ------------------------ | ------------------------ |
| 1.                       | Elia Viviani             | Quick-Step Floors             | 237 pts                  |                          |
| 2.                       | Sam Bennett              | Bora-Hansgrohe                | 197 pts                  |                          |
| 3.                       | Simon Yates              | Mitchelton-Scott              | 113 pts                  |                          |
| 4.                       | Sacha Modolo             | EF Education First-Drapac     | 102 pts                  |                          |
| 5.                       | Davide Ballerini         | Androni Giocattoli-Sidermec   | 98 pts                   |                          |
| 6.                       | Marco Frapporti          | Androni Giocattoli-Sidermec   | 89 pts                   |                          |
| 7.                       | Danny van Poppel         | LottoNL-Jumbo                 | 89 pts                   |                          |
| 8.                       | Niccolò Bonifazio        | Bahrain-Merida                | 68 pts                   |                          |
| 9.                       | Eugert Zhupa             | Wilier Triestina-Selle Italia | 64 pts                   |                          |
| 10.                      | Enrico Battaglin         | LottoNL-Jumbo                 | 59 pts                   |                          |

### Classificação da montanha(Maglia Azzurra)
| Classificação da montanha | Classificação da montanha | Classificação da montanha   | Classificação da montanha | Classificação da montanha |
| Ciclista                  | Ciclista                  | Equipe                      | Pontos                    |                           |
| ------------------------- | ------------------------- | --------------------------- | ------------------------- | ------------------------- |
| 1.                        | Simon Yates               | Mitchelton-Scott            | 91 pts                    |                           |
| 2.                        | Giulio Ciccone            | Bardiani CSF                | 52 pts                    |                           |
| 3.                        | Esteban Chaves            | Mitchelton-Scott            | 47 pts                    |                           |
| 4.                        | Thibaut Pinot             | Groupama-FDJ                | 46 pts                    |                           |
| 5.                        | Chris Froome              | Team Sky                    | 36 pts                    |                           |
| 6.                        | Domenico Pozzovivo        | Bahrain-Merida              | 36 pts                    |                           |
| 7.                        | Fausto Masnada            | Androni Giocattoli-Sidermec | 35 pts                    |                           |
| 8.                        | Valerio Conti             | UAE Team Emirates           | 33 pts                    |                           |
| 9.                        | Matteo Montaguti          | AG2R La Mondiale            | 29 pts                    |                           |
| 10.                       | Richard Carapaz           | Movistar Team               | 27 pts                    |                           |

### Classificação dos jovens(Maglia Bianca)
| Classificação dos jovens | Classificação dos jovens | Classificação dos jovens    | Classificação dos jovens | Classificação dos jovens |
| Ciclista                 | Ciclista                 | Equipe                      | Tempo                    |                          |
| ------------------------ | ------------------------ | --------------------------- | ------------------------ | ------------------------ |
| 1.                       | Miguel Ángel López       | Astana                      | 66h02m04s                |                          |
| 2.                       | Richard Carapaz          | Movistar Team               | + 20s                    |                          |
| 3.                       | Ben O'Connor             | Dimension Data              | + 2m45s                  |                          |
| 4.                       | Sam Oomen                | Team Sunweb                 | + 3m00s                  |                          |
| 5.                       | Maximilian Schachmann    | Quick-Step Floors           | + 33m59s                 |                          |
| 6.                       | Jack Haig                | Mitchelton-Scott            | + 35m23s                 |                          |
| 7.                       | Fausto Masnada           | Androni Giocattoli-Sidermec | + 36m41s                 |                          |
| 8.                       | Valerio Conti            | UAE Team Emirates           | + 40m40s                 |                          |
| 9.                       | Matej Mohorič            | Bahrain-Merida              | + 43m41s                 |                          |
| 10.                      | Felix Großschartner      | Bora-Hansgrohe              | + 47m42s                 |                          |

### Classificação por equipas"Super Team"
| Classificação por equipes | Classificação por equipes | Classificação por equipes | Classificação por equipes |
| Equipe                    | Equipe                    | Tempo                     |                           |
| ------------------------- | ------------------------- | ------------------------- | ------------------------- |
| 1.                        | Sky                       | 198h16m59s                |                           |
| 2.                        | Mitchelton-Scott          | + 4m27s                   |                           |
| 3.                        | Astana                    | + 5m00s                   |                           |
| 4.                        | Groupama-FDJ              | + 29m29s                  |                           |
| 5.                        | Bora-Hansgrohe            | + 30m01s                  |                           |
| 6.                        | Movistar Team             | + 32m13s                  |                           |
| 7.                        | AG2R La Mondiale          | + 34m49s                  |                           |
| 8.                        | Team Sunweb               | + 47m25s                  |                           |
| 9.                        | Dimension Data            | + 53m24s                  |                           |
| 10.                       | UAE Team Emirates         | + 1h10m15s                |                           |

## Abandonos
- Igor Anton, não finalizou a etapa.[2]
- Manuel Senni, não finalizou a etapa.
- Nicolas Roche, não finalizou a etapa.
- Loïc Vliegen, não finalizou a etapa.
- Alessandro Tonelli, não tomou a saída.